# Marcela Delpastre
Marcela Delpastre (Germont, comuna de Chambaret, Corresa, 1925-1998) és una escriptora en occità del Llemosí. Filla i neta de pagesos, va anar a escola a Surdoux i Saint-Léonard, a l'Alta Viena, i més tard a Briva es va graduar en filosofia i literatura. Es llicencià en arts decoratives a Llemotges. Tanmateix, el 1945 tornà a les terres familiars, on va alternar el conreu de la poesia amb el conreu de la terra. Publicà en moltes revistes literàries d'arreu d'Occitània, i des del 1960 fou testimoni de la lenta mort del seu poble i del mode de vida tradicional del camp occità. Va fer amistat amb el cantant i editor llemosí Jan dau Melhau, amb Robert Jordoux, de la revista Lemouzi i l'escriptor Joan Mozat.
El 1974 els Saumes pagans aparegueren a la col·lecció Messatges de l'Institut d'Estudis Occitans, i aleshores la seva fama es va estendre arreu d'Occitània, alhora que Jan dau Melhau i Michèu Chapduelh musicaven les seves peces. Va morir a la seva granja de la malaltia de Charcot.
És considerada una de les grans escriptores occitanes del segle xx, juntament amb Joan Bodon, Bernat Manciet, Renat Nelli i Max Roqueta.

## Obres
- 1964 : La lenga que tant me platz (Lemouzi, Tulle)
- 1965 : Lo Rossinhòu e l'Eglantina (Lemouzi)
- 1967 : La Vinha dins l'òrt (Escòla Jaufre Rudel)
- 1968 : Lo Chamin de terra (Lemouzi)
- 1970 : Los Contes dau pueg Gerjant (Lemouzi)
- 1974 : Saumes pagans (IEO-Novelum)
- 1996 : Las Vias priondas de la memòria (L'Ostal del Libre, Aurillac)
- 1997 : Paraulas per questa terra (Lo Chamin de Sent Jaume, Meuzac)
- 1997 : Cinq heures du soir & Proses pour l'après-midi, (Payot, París)
- 1998 : Le jeu de patience (Payot, París)
- 1998 : Les chemins creux (Presses de la Cité)
- 1999 : Saumes pagans (Lo Chamin de Sent Jaume, Meuzac)
- 1999 : Poèmes dramatiques (Lo Chamin de Sent Jaume, Meuzac)
- 2000 : Le Bourgeois et le paysan, les contes du feu (Payot, París)
- 2000 : Poésie modale (Lo Chamin de Sent Jaume, Meuzac)
- 2001 : Le Testament de l'eau douce (Fédérop, Gardonne)
- 2001 : Les Petits recueils (Lo Chamin de Sent Jaume, Meuzac)
- 2001 : D'una lenga l'autra (Lo Chamin de Sent Jaume, Meuzac)
- 2001 : Ballades (Lo Chamin de Sent Jaume, Meuzac)
- 2002 : Le Chasseur d'ombres: et autres psaumes (Lo Chamin de Sent Jaume, Meuzac)
- 2002 : L'Araignée et la rose: et autres psaumes (Lo Chamin de Sent Jaume, Meuzac)
- 2003 : Bestiari lemosin (Lo Chamin de Sent Jaume, Meuzac)
- 2004 : Mémoires (Lo Chamin de Sent Jaume, Meuzac)
- 2005 : Des trois passages en Limousin (Lo Chamin de Sent Jaume, Meuzac)